# Hoya de Buñol
Hoya de Buñol (Tiếng Valencian: Foia de Bunyol) là một ’’comarca’’ trong tỉnh Valencia, Cộng đồng Valencian, Tây Ban Nha.

## Các đô thị bên trong
- Alborache
- Buñol
- Cheste
- Chiva
- Dos Aguas
- Godelleta
- Macastre
- Siete Aguas
- Yátova